# クリス・マニュエル
クリス・マニュエル（Chris Manuel、1987年7月21日 - ）は、アメリカ合衆国の男性総合格闘家。プエルトリコ出身。フロリダ州ココナッツクリーク在住。アメリカン・トップチーム所属。ブラジリアン柔術黒帯。

## 来歴
13歳でアメリカン・トップチームに入門。18歳になると、総合格闘技の練習を始めた。
2006年2月3日、コスタリカでプロデビュー。
2008年3月26日、WEC 33で大沢ケンジと対戦し、判定1-1で引き分けた。
2008年4月、ヒカルド・リボーリオからブラジリアン柔術黒帯を授与された。
2009年3月20日、戦極初参戦となった戦極 〜第七陣〜のフェザー級（-65kg）グランプリ1回戦で日沖発と対戦し、腕ひしぎ三角固め（戦極の公式記録は腕ひしぎ十字固め）で一本負けを喫しキャリア初黒星となった。

## 戦績
| 総合格闘技 戦績 | 総合格闘技 戦績 | 総合格闘技 戦績 | 総合格闘技 戦績 | 総合格闘技 戦績 | 総合格闘技 戦績 | 総合格闘技 戦績 |
| --------------- | --------------- | --------------- | --------------- | --------------- | --------------- | --------------- |
| 14 試合         | (T)KO           | 一本            | 判定            | その他          | 引き分け        | 無効試合        |
| 8 勝            | 3               | 5               | 0               | 0               | 2               | 0               |
| 4 敗            | 0               | 1               | 3               | 0               | 2               | 0               |

| 勝敗 | 対戦相手                 | 試合結果                         | 大会名                                             | 開催年月日    |
| ×    | マルロン・モラエス       | 5分3R終了 判定0-3                | XFC 15: Tribute                                    | 2011年12月2日 |
| ○    | イーベン・カネシロ       | TKO（パンチ連打）                | PXC 26                                             | 2011年8月20日 |
| ○    | ラルフ・アコスタ         | 3R 0:35 ギロチンチョーク         | Bellator 13                                        | 2010年4月8日  |
| ×    | ロッキー・ロング         | 5分5R終了 判定0-3                | Urban Rumble Championships 5                       | 2009年7月18日 |
| ×    | ファーカード・シャリポフ | 5分3R終了 判定0-3                | WFC: Battle of the Bay 8                           | 2009年7月10日 |
| ×    | 日沖発                   | 1R 4:12 腕ひしぎ三角固め         | 戦極 〜第七陣〜 【フェザー級グランプリ2009 1回戦】 | 2009年3月20日 |
| △    | 大沢ケンジ               | 5分3R終了 判定1-1                | WEC 33: Marshall vs. Stann                         | 2008年3月26日 |
| ○    | レックス・ペイン         | 2R 2:52 TKO                      | Dream Fight Productions: Inauguration              | 2007年8月25日 |
| ○    | ホンリット・ニイミ       | 3R 0:31 TKO（パンチ連打）        | MMAC: The Revolution                               | 2007年5月12日 |
| ○    | スティーブ・マクドナルド | 1R 0:41 ヒールホールド           | Reality Combat Championship 1                      | 2007年4月28日 |
| ○    | クリス・ホルダー         | 1R 4:38 ギブアップ（パンチ連打） | Real FC 7: Night of Champions                      | 2006年11月4日 |
| △    | ジャロッド・カード       | 5分2R終了 ドロー                 | Kick Enterprises                                   | 2006年9月9日  |
| ○    | ヘスス・カサス           | 1R 2:03 三角絞め                 | Kick Enterprises                                   | 2006年4月29日 |
| ○    | ジョナサン・サンチェス   | 1R 1:41 チョークスリーパー       | Costa Rica Fights 4                                | 2006年2月3日  |